# Руђице
Руђице су насељено мјесто у општини Калиновик, Република Српска, БиХ. Према попису становништва из 1991. у насељу је живјело 50 становника. Према попису из 2013. у насељу је живјело 2 становника.

## Географија
Руђице се налазе у сјеверном дијелу Општине Калиновик, у близини кањона ријеке Бистрице.

## Становништво
| Демографија | Демографија | Демографија |
| Година      | Становника  | Становника  |
| ----------- | ----------- | ----------- |
| 1961.       | 161         |             |
| 1971.       | 140         |             |
| 1981.       | 84          |             |
| 1991.       | 50          |             |
| 2013.       | 2           |             |